# Legião Tebana
A Legião Tebana (também conhecida como os Mártires de Agauno) consta na hagiografia cristã como uma legião romana inteira — com "seis mil, seiscentos e sessenta e seis homens"[a] — que teria se convertido em massa ao Cristianismo e foi martirizada em 286 d.C. de acordo com as hagiografias de São Maurício, o maior entre os santos da Legião, principalmente a "Lenda Dourada". Sua festa é comemorada no dia 22 de setembro.

## O relato
De acordo com a lenda contada em ca. 443-450 por Euquério de Lugduno a Legião estava postada na cidade de Tebas, Egito. O imperador Maximiano então ordenou que eles marchassem para a Gália para ajudar contra os rebeldes da Borgonha. A Legião Tebana[b] era comandada em sua marcha por Maurício, Cândido e Exupério, todos hoje venerados como santos. Na cidade suíça de Saint-Maurice-en-Valais, então chamada de Agauno, assim se conta, as ordens foram dadas — dado que a Legião inteira teria se recusado a fazer sacrifícios pelo imperador— à dizimação, ou seja, a morte de um em cada dez de seus homens. O processo foi repetido até que ninguém sobreviveu.
Ainda de acordo com a carta de Euquério, os corpos identificados como os mártires de Agauno foram descobertos e identificados por Teodoro, bispo de Octoduro, que estava no cargo em 350. A basílica que ele construiu em homenagem a eles atraía muitos peregrinos; seus restos ainda podem ser observados hoje. Euquério esteve pessoalmente em Agauno e os relatos da sua visita multiplicaram enormemente a fórmula padrão das Martirologias:
| “ | Nós ouvimos frequentemente, não ouvimos, que uma cidade ou localidade em particular é tida em alta estima por causa de um único mártir que teria morrido ali justamente, pois em cada caso o santo deu sua preciosa alma ao mais alto Senhor. Quanto mais deveria este lugar sagrado, Agauno, ser reverenciado onde tantos milhares de mártires foram assassinados com a espada pela glória de Cristo. | ” |
|   | — Euquério de Lugduno. |   |

Assim como muitas hagiografias, a carta de Euquério ao bispo Sálvio reforçou a peregrinação que já vinha ocorrendo no local. Muitos fiéis vinham de diversas províncias do império para honrar estes santos para ofertar ouro, prata e outras coisas para a abadia de Agauno. A menção de muitos milagres, como o exorcismo de demônios e vários tipos de curas "que o poder do Senhor realiza ali todos os dias pela interseção de seus santos".

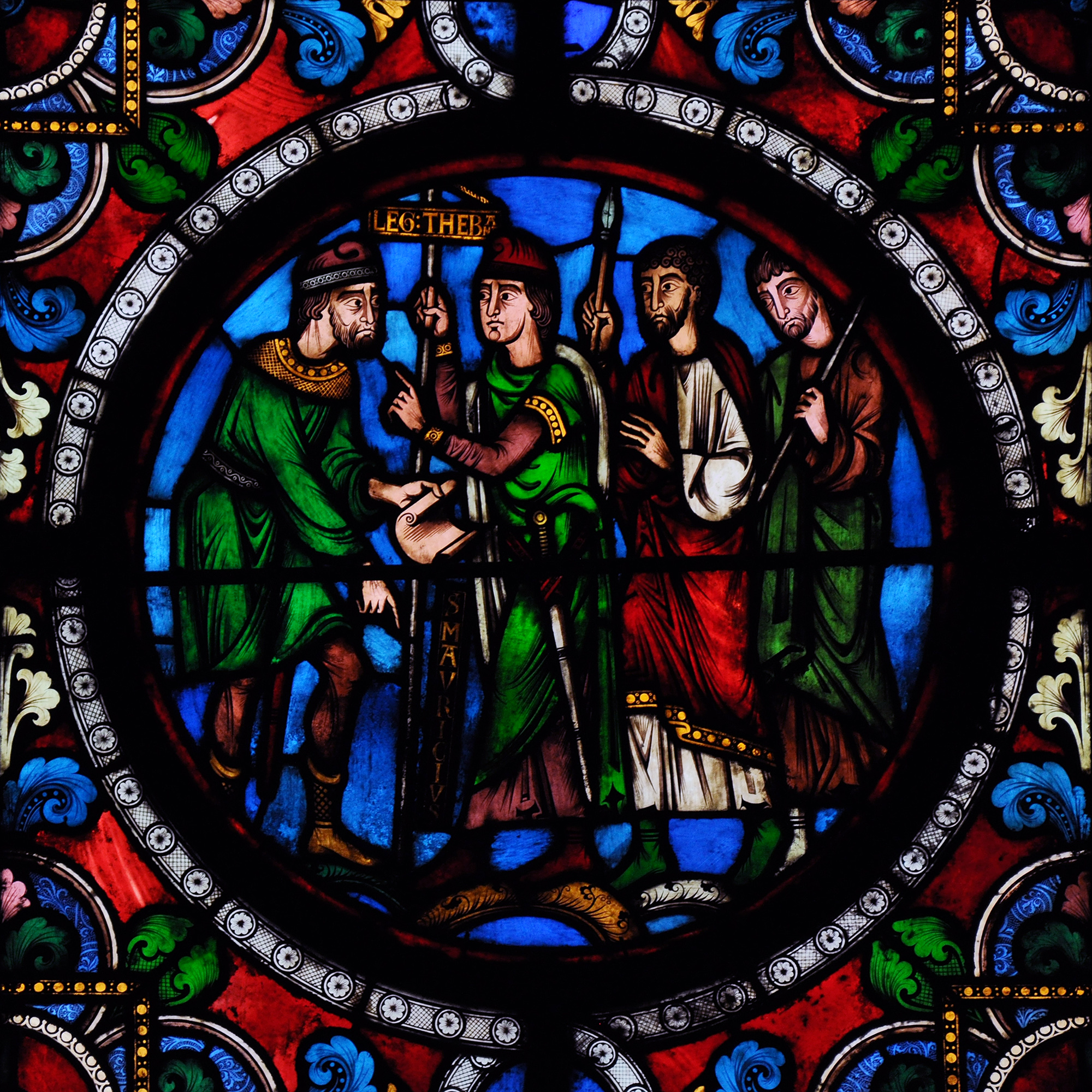
São Maurício com o estandarte da Legião Tebana num vitral da Basílica de Saint-Denis

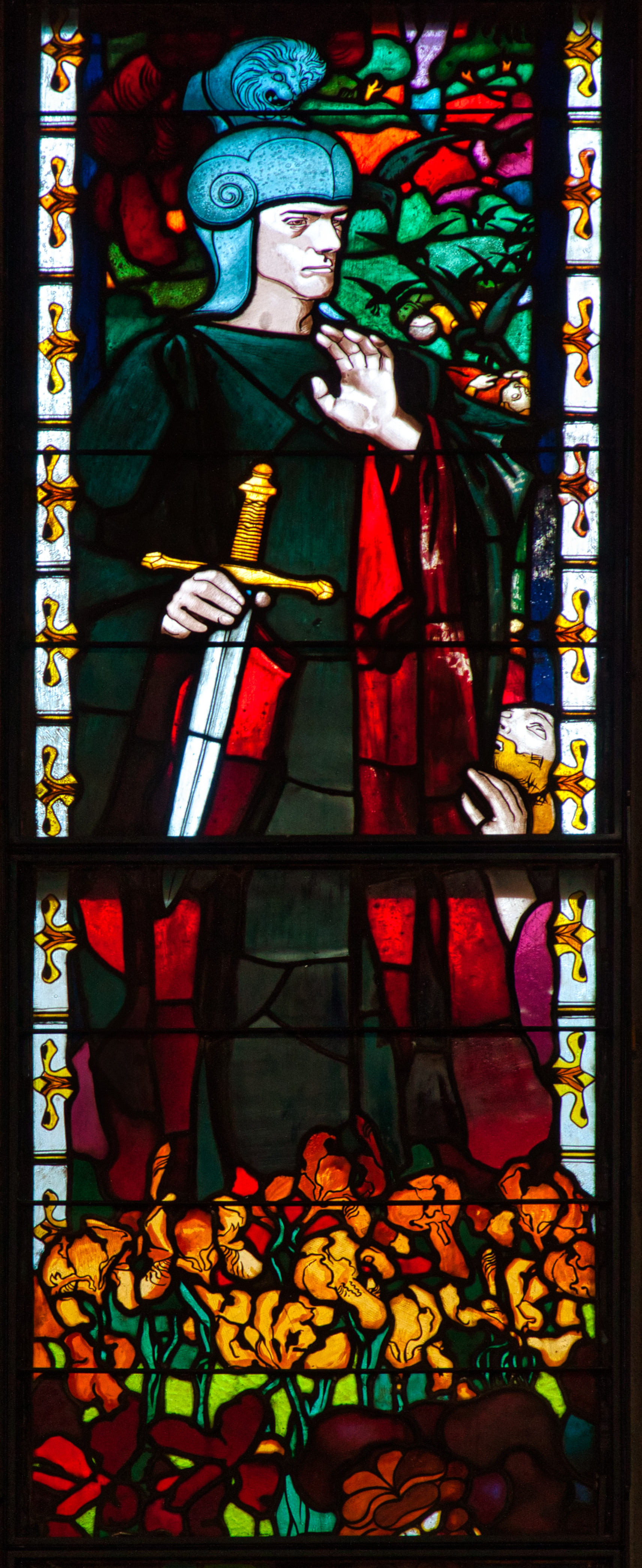
Maurício, detalhe dos vitrais de Józef Mehoffer na Catedral de Friburgo, Suíça

No final do século VI, Gregório de Tours se convenceu dos poderes milagrosos da Legião Tebana, embora ele tenha transferido o evento para Colônia, Alemanha, onde já existia um culto anterior devotado a Maurício e à Legião:
| “ | Em Colônia há um igreja em que se diz que cinquenta homens da sagrada Legião Tebana teriam consumado seu martírio em nome de Cristo. E por causa desta igreja, com sua maravilhosa construção e seus mosaicos, brilha como se tivesse sido folheada à ouro, seus habitantes preferem chamá-la de "Igreja dos Santos Dourados". Certa vez, Eberigisilo, que era bispo de Colônia na época, foi acometido por dores severas na cabeça. Ele estava naquele momento numa chácara perto de um vilarejo. Eberigisilo enviou um diácono à igreja dos santos. Como se dizia que havia um buraco no meio da igreja no qual os mártires foram atirados juntos após sua morte, o diácono coletou um pouco da poeira dali e levou ao bispo. Assim que a poeira tocou a cabeça de Eberigisilo, imediatamente toda dor passou | ” |
|   | — Gregório de Tours. |   |

A história da inabalável conduta e fé se embrenhou em edições posteriores e constou na Lenda Áurea de Jacobus de Voragine e foi incluída também entre as perseguições aos cristãos detalhadas no Livro dos Mártires de John Foxe[carece de fontes?].
Relatos do exemplum moral inculcado pela Legião Tebana ressoaram com a cultura imediata de cada um que contava a história. Como exemplo, a unanimidade milagrosa e inabalável da Legião foi subestimada por Hugo Grotius, que empregou este exemplo moral para condenar as atrocidades cometidas sob ordens militares

## Críticas ao relato
Deve ser notado de início que "Tebanos" (Thebaei) é o nome correto de uma unidade militar romana em particular: a existência da Legio I Maximiana, também conhecida como Maximiana Thebaeorum foi relatado no Notitia Dignitatum.
Denis Van Berchem, da Universidade de Genebra, afirmou que a apresentação de Euquério de Lugduno da lenda da Legião Tebana foi uma produção literária e não foi baseada na tradição local. Isolando suas convenções hagiográficas dos anacronismos dos elementos da narrativa local, ele procurou demonstrar que Euquério derivou suas fórmulas de Lactâncio e Paulo Orósio e que a dizimação era um anacronismo: a prática não vinha sendo realizada há pelo menos um século[c] e que cristãos servindo em legiões antes do imperador Constantino I era relativamente raro. David Woods, professor de Clássicos na University College Cork, parte da Universidade Nacional da Irlanda, alega que a obra inteira é uma completa ficção    .

## Santos associados com a Legião Tebana
- São Maurício
- Alexandre de Bérgamo
- São Besso
- São Cândido
- Cássio e Florêncio
- São Teofredo
- São Constâncio
- Defensor de Tebas
- São Exupério

O padrão tebano de escudos, redesenhado a partir de um manuscrito medieval da Notitia Dignitatum

- Félix e Regula, patronos de Zurique
- Fidélio de Como
- Fortunato de Casei
- Gangolfo da Borgonha
- Gereão de Colônia
- Magno de Cuneo
- Segundo de Asti
- Solutor, Otávio e Adventor, patronos de Turim
- São Tégulo
- Urso de Soleura, patrono da cidade de Soleura, Suíça
- Vítor de Xanten, patrono da cidade de Xanten, Alemanha
- Vítor de Soleura
- Santa Verena